# Międzynarodowa Opozycja Komunistyczna
Prawa Opozycja (właściwie Międzynarodowa Opozycja Komunistyczna) – frakcja skupiająca w Rosyjskiej Komunistycznej Partii (bolszewików) i międzynarodowym ruchu komunistycznym zwolenników Nikołaja Bucharina, Aleksieja Rykowa i Michaiła Tomskiego. Reprezentowała umiarkowane skrzydło ruchu komunistycznego opowiadające się za stopniową budową socjalizmu w ZSRR: rozwój gospodarczy (głównie dzięki eksportowi zboża) miał umożliwić państwu uprzemysłowienie, a chłopstwo miało stopniowo wrastać w socjalizm poprzez spółdzielczość. Zarazem Prawa Opozycja popierała utrzymanie demokratycznych mechanizmów wewnątrz RKP(b). Początkowo wsparła koncepcję „socjalizmu w jednym kraju” Stalina przeciw projektowi „permanentnej rewolucji” światowej Trockiego, potem jednak sprzeciwiła się stalinowskiemu planowi pięcioletniemu, co zakończyło się jej rozgromieniem. Bucharin został rozstrzelany w 1938 r. 
Zwolennicy Prawej Opozycji działający poza ZSRR stworzyli w latach 1930-33 Międzynarodową Opozycję Komunistyczną, w skład której wchodziły m.in. Komunistyczna Partia (Opozycja) Heinricha Brandlera z Niemiec, Komunistyczna Partia (Większość) Jaya Lovestone’a z USA, Partia Socjalistyczna Karla Kilboma ze Szwecji, Blok Robotniczo-Chłopski Joaquina Maurina z Hiszpanii, Partia Jedności Proletariackiej z Francji, a także sympatycy z Indii (Manabendra Nath Roy), Meksyku, Czechosłowacji, Polski i innych krajów.
Po dojściu Hitlera do władzy MOK popadła w kryzys. Niektóre sekcje krajowe się rozpadły, Blok Robotniczo-Chłopski przekształcił się w Robotniczą Partię Zjednoczenia Marksistowskiego, resztki Prawej Opozycji przyłączyły się do Międzynarodowego Rewolucyjnego Centrum Marksistowskiego skupiającego partie lewicowo-socjalistyczne.

## Literatura
- Cezary Sikorski: Cienie NEP-u, Warszawa 1986
- Robert J. Alexander: The Right Opposition. The Lovestoneites and the International Communist Opposition of the 1930s. Westport – London 1981